# Facultatea de Geografie a Universității din București
Facultatea de Geografie este facultate din cadrul Universității din București. 

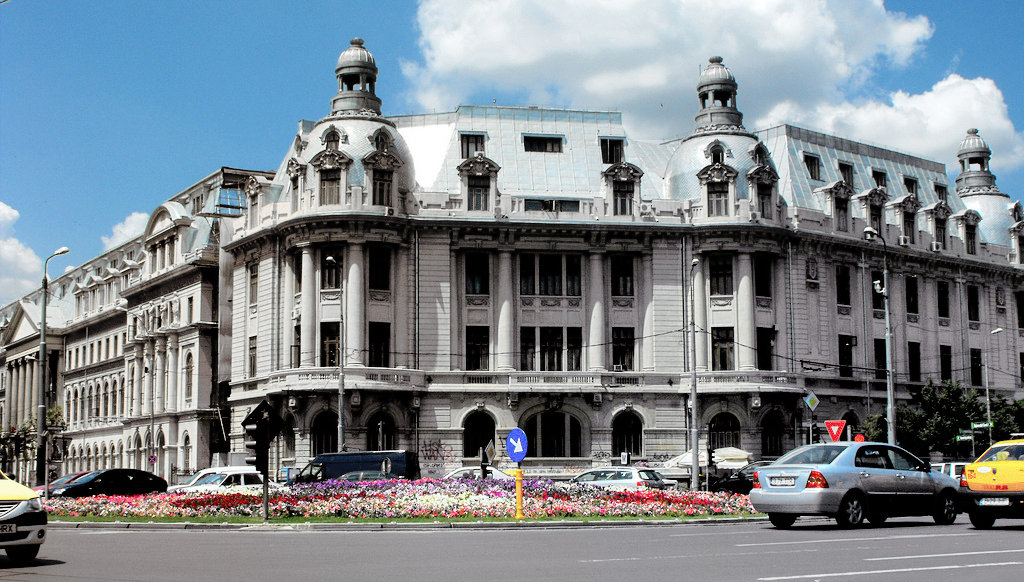
Facultatea de Geografie in Piața Universității

## Istoric
Prin crearea, mai întâi a Universității din București (1864), iar apoi a Academiei Române (1866) și a Societății Române Regale de Geografie (1875), s-au pus bazele instituționale ale cercetării și învățământului superior geografic din țara noastră. 
Ca urmare, ideea înființării unei catedre de geografie la Universitatea din București, prima de acest gen din țară, a constituit principala temă a discuțiilor din cadrul Societății Române Regale de Geografie, încă din anul 1898, și s-a concretizat prin cererea acesteia, în 18 martie 1899. 
Legea din 4 noiembrie 1938 include cele două catedre de geografie în cadrul Facultății de Științe și schimbă denumirile lor în Catedra de Geografie Fizică a României  și Catedra de Geografie Generală și Umană.
Reforma Învățământului din 1948 a condus la crearea unor structuri noi, geografia fiind asociată cu istoria, până în 1950, când, despărțindu-se de aceasta din urmă, a devenit secție a Facultății de Geologie și Geografie a Universității din București. În 1986, prin unirea cu Facultatea de Biologie ia naștere Facultatea de Biologie, Geografie și Geologie. 
În 1990, la capătul unei evoluții care n-a fost întotdeauna lină, geografia a înregistrat un considerabil salt înainte, prin constituirea Facultății de Geografie, cu statut autonom, gândit să asigure diversificarea, modernizarea și expansiunea pe multiple planuri a activității de instruire și de cercetare în domeniul geografiei. În anul 1998 se adaugă Colegiul de Geografia Activităților Turistice de la Călimănești, iar în anul 1999 Învățământul Deschis la Distanță. 
Un factor important în sistemul european de pregătire a studenților, în organizarea programului de protecție a mediului din Defileul Dunării și sudul Munților Banatului, îl joacă Stațiunea geografică de la Orșova. Facultatea întreține relații de colaborare științifică și didactică cu facultăți din Franța, Belgia, Germania, Spania, Italia, Germania.
Mari personalități care au predat sau care s-au format aici: Simion Mehedinți, C. Brătescu, G. Vâlsan, N. Gheorghiu, V. Meruțiu, Vintilă Mihăilescu, N. Popp și D.D. Burileanu.

## Studii
Domenii de licență: Geografie, Știința mediului.
Specializări: Geografie-București (ZI), Geografia turismului-București (ZI, ID), Planificare teritorială-București (ZI), Planificare teritorială-Drobeta Turnu Severin (ZI), Hidrologie-Meteorologie-București (ZI), Cartografie-București (ZI), Geografia mediului-București (ZI).
Număr de cadre didactice titulare: 87
Număr de studenți: 3000
Posibilități de încadrare:
- Profesori și/sau cercetători în învățământul preuniversitar și universitar;
- Cercetători în domeniul cercetare-dezvoltare în ceea ce privește protecția mediului;
- În structurile private care realizează evaluări de impact, bilanțul și auditul de mediu;
- În instituții specializate sau firme private de cartografie, topografie și cadastru;
- În turism;
- În medicină;
- În urbanism;
- Analiști în probleme de mediu;
- Specialiști în Sisteme Informaționale Geografice;
- Specialist în probleme de urbanizare și de planificare teritorială;
- Specialiști în probleme de geopolitică și economie mondială;
- Meteorologi;
- Hidrologi;
- Inspectori de mediu;
- Specialiști în monitorizarea mediului înconjurător.

Absolvenții Facultății de Geografie au posibilitatea de a se angaja și în cadrul centrelor de cercetare pe care le pot accesa pe site-ul facultății. (Cercetare UNIBUC Arhivat în 13 martie 2010, la Wayback Machine.)